# 억류되고 행방불명된 활동가를 위한 국제 연대의 날
억류되고 행방불명된 활동가를 위한 국제 연대의 날(International Day of Solidarity with Detained and Missing Staff Members)은 매년 3월 25일이며, 국제 연합 팔레스타인 난민 구호 사업국(UNRWA, United Nations Relief and Works Agency for Palestine Refugees in the Near East)에서 저널리스트로 활동하고 있었던 알렉 콜릿(Alec Collet)이 1985년 무장 강도에 의해 납치된 사건과 관련있다. 그의 시체는 결국 2009년 레바논(Lebanon)의 베카 계곡(Bekaa Valley)에서 발견되었다.
이 날은 국제 연합(UN)에 대한 공격이 강화됨에 따라 최근 들어 한층 더 중요성을 갖게 되었다. 그 목적은 활동을 결집하고 정의를 요구하며 비정부 기구(NGO) 및 언론 활동가들뿐만 아니라 국제 연합(UN)의 활동가들과 평화유지군을 보호하기 위한 해결책을 강화하는 데에 있다.